# Stanisław Lubieniecki
Stanisław Lubieniecki [sta'niswaf lubjɛ'ɲɛt͡ski] né le 23 août 1623 à Raków - mort le 18 mai 1675 à Hambourg, astronome, historien et écrivain polonais.

Famille de la noblesse polonaise. En anglais, on écrit tantôt  Lubiniezky tantôt Lubyenyetsky. 

Armoiries de Rola

Stanisław est d'abord élève à l'Académie Rakowska (célèbre établissement qui enseigne les thèses du socinianisme), puis à la fermeture de celle-ci en 1638 il continue ses études à Kisielin sur Wołyn.
En 1644, il part à Toruń, où il prend des cours privés. Bénéficiant d'une bourse de la communauté religieuse, il poursuit ses études en France et en Hollande dans les années 1646-1650. En 1646, il s'inscrit à l'Université d'Orléans, et un an après à l'institut calviniste de Saumur, puis à l'Université catholique d'Angers. À Paris, il reste sous l'influence du milieu du socinianisme, auquel il adhère peu après. En 1649, il s'inscrit à l'université de Leyde, où il discute avec Descartes sur le mouvement de la Terre. Peu après, il regagne la Pologne. En 1654, il est pasteur de la communauté socinienne (Frères Polonais) de Czarkowy.
Lorsque la Pologne subit l'invasion suédoise restée dans l'histoire sous le nom de « Déluge », le 25 octobre 1655, Lubieniecki figure à la tête de la délégation des Frères polonais qui se rend auprès du roi de Suède Charles X Gustave afin d'obtenir que les « ariens » (autre nom donné aux Sociniens) soient rétablis dans leur liberté de culte. Il peut ainsi se réfugier à Cracovie sous la protection de la garnison suédoise. Après la capitulation de la ville, le 1er septembre 1657, il se rend en Poméranie suédoise. Il se consacre désormais à des discussions épistolaires sur des questions théologiques, où  il affronte de vives attaques luthériennes. En 1658, en tant que « Frère polonais », il est exilé par décision de la Diète. Il trouve un nouveau protecteur en la personne du roi du Danemark Frédéric III. Il s'installe alors à Hambourg, où il est constamment en butte aux attaques du clergé luthérien.
Stanisław Lubieniecki mourra d'empoisonnement avec ses deux filles, vraisemblablement à la suite de l'imprudence d'une domestique qui cuisinait dans des ustensiles ayant servi à fondre du mercure. Sa dépouille repose au cimetière de la cathédrale d'Altona, près de Hambourg.

## Astronome
Il a publié ses travaux astronomiques des années 1666-68 sous le titre Theatrum Cometicum, une anthologie illustrée de 415 comètes. Pour honorer le souvenir de cet astronome, on a donné son nom à l'un des cratères de la Lune.

## Historien de la Réforme en Pologne
- Historia Reformationis Polonicae (1685)